# Fourchette (web-série)
Pour les articles homonymes, voir Fourchette (homonymie).
Fourchette est une web-série dramatique adaptée du blogue littéraire de Sarah-Maude Beauchesne, Les Fourchettes,. 
Produite par Attraction Images, la première saison est diffusée en ligne sur ICI TOU.TV depuis le 13 mars 2019.
La web-série a été réalisée par Catherine Therrien, qui a travaillé sur les séries québécoises District 31 et Lourd.

## Distribution

### Acteurs principaux
- Sarah-Maude Beauchesne (Sarah/Fourchette)
- Guillaume Laurin (Sam)
- Magalie Lépine-Blondeau (Juliette)
- Iannicko N'Doua (JF)
- Alyssa Labelle (Laurence)

### Acteurs récurrents
- Bianca Gervais (Geneviève)
- Frédéric Millaire Zouvi (Alexis)
- Alice Pascual (Sophie)
- Leïla Donabelle Kaze (Elisabeth)
- Julie Trépanier (Catherine)
- Dominique Pétin (Louise)
- Catherine St-Laurent (Jeanne)

## Fiche technique
- Titre original : Fourchette
- Société de production : Attraction Images
- Sociétés de distribution (pour la télévision) : Attraction Distribution
- Produit par : Attraction Images
- Producteurs : Laurie Caron, Micho Marquis-Rose
- Producteurs exécutifs : Marleen Beaulieu, Marie-Elaine Nadeau
- Idée originale : Sarah-Maude Beauchesne
- Réalisateurs : Catherine Therrien
- Scénaristes : Sarah-Maude Beauchesne
- Musique originale : Félix Petit
- Pays d'origine :  Canada
- Langue : Français
- Genre : Drame
- Tagline : Jeune femme cherche amour-propre.

## Distinction
- 2019 - Nomination dans la catégorie Formats Courts du Festival Séries Mania[5].